# Kimmo Tiilikainen
Kimmo Kalevi Tiilikainen, född den 17 augusti 1966, är en finländsk politiker och riksdagsledamot för Centern i Finland. Under Paula Lehtomäkis moderskapsledighet var Tiilikainen Finlands miljöminister 2007–2008 och igen 2015–2019 i Regeringen Sipilä. I Sipiläs regering var Tiilikainen även jordbruksminister 2015–2017. 
Han avböjde att kandidera till posten som partiordförande 2010 efter Matti Vanhanen.